# Pseudione tanimbarensis
Pseudione tanimbarensis is een pissebed uit de familie Bopyridae. De wetenschappelijke naam van de soort is voor het eerst geldig gepubliceerd in 1999 door John C. Markham.